# Тит Квинкций Капитолин Барбат
Тит Квинкций Капитолин Барбат (Капитолийский Бородатый, лат. Titus Quinctius L. f. L. n. Capitolinus Barbatus; ум. после 423 до н. э.) — римский политик и военачальник, шестикратный консул (471, 468, 465, 446, 443 и 439 до н. э.).
Возможно, брат Луция Квинкция Цинцинната.
В 471 до н. э. в ходе борьбы с плебейскими трибунами, добивавшимися принятия закона Публилия Волерона, удержал своего коллегу Аппия Клавдия от крайних мер и искал примирения с плебеями. Совершил удачный поход на эквов.
В 468 до н. э. разгромил вольсков и эквов при Анции и овладел этим городом. По возвращении в Рим справил триумф. В следующем году вместе с Публием Фурием и Авлом Вергинием руководил выводом колонии в Анций.
В 465 до н. э. вместе с Квинтом Фабием действовал против эквов у Альгида, затем оборонял Рим от нового набега эквов, а затем провел перепись населения. В 464 до н. э. в ранге проконсула командовал войском союзников в сражении с эквами в земле герников.
В 458 до н. э. был квестором и проконсулом, участвовал в походе Цинцинната на эквов.
В период правления децемвиров призывал сенатскую олигархию действовать умеренно и не озлоблять плебеев.
В 446 до н. э. вместе с коллегой Агриппой Фурием Фузом нанес поражение вольскам в битве при Корбионе. Эту победу современные историки считают явно вымышленной.
В 444 до н. э., после того, как первые в римской истории военные трибуны с консульской властью сложили полномочия, будучи избранными огрешно, Квинкций Капитолин был назначен интеррексом и провел консульские выборы.
В 443 до н. э. в пятый раз был консулом. Занимался гражданскими делами, пока его коллега Марк Геганий Мацерин воевал с вольсками. По словам Ливия, на гражданском поприще сравнялся с консулом, который вел войну. Это было нелегко, но «пять консульских сроков, проникнутые одною заботой, да и вся жизнь, прожитая как подобает консулу, внушали глубокое почтение скорее к нему самому, чем к его должности».
В 439 до н. э. был консулом в шестой раз, его коллегой был Агриппа Менений Ланат. В этом году Квинкций назначил Цинцинната диктатором, в основном, для организации расправы над Спурием Мелием.
В 437 до н. э. был легатом у диктатора Мамерка Эмилия Мамерцина и командовал левым крылом римской армии в битве при Фиденах. Если это сообщение не является дублетом рассказа о сражении 426 до н. э., где легатом Мамерка Эмилия был другой Тит Квинкций.
Последний раз упоминается Ливием под 423 до н. э., в рассказе о процессе, начатом плебейскими трибунами против Тита Квинкция Пунийца и Марка Постумия за поражение, понесенное ими в 426 до н. э. под Вейями. Квинкций Пуниец был оправдан, в частности, благодаря просьбам престарелого Квинкция Капитолина, умолявшего народное собрание не заставлять его сообщать на том свете Цинциннату об осуждении ещё одного сына.
Его сыном был Тит Квинкций Капитолин Барбат, консул 421 до н. э. и военный трибун с консульской властью в 405 до н. э.